# Fenoxibenzamină
Fenoxibenzamina este un medicament antihipertensiv, fiind utilizat în tratamentul hipertensiunii arteriale. Acționează ca antagonist ireversibil și neselectiv al receptorilor alfa, fiind un alfa-blocant. Calea de administrare disponibilă este cea orală.

## Utilizări medicale
Fenoxibenzamina este utilizată în tratamentul hipertensiunii arteriale, în special a celei cauzate de feocromocitom. De asemenea, a fost primul alfa-blocant care a fost utilizat în tratamentul hiperplaziei benigne de prostată, dar astăzi nu mai are această indicație din cauza reacțiilor adverse.